# Saxon (obrněný transportér)
Saxon je britský obrněný transportér používaný primárně Britskou armádou a v malých počtech vojenskými, policejními a četnickými jednotkami jiných zemí světa.

## Služba
První vozidla Saxon byla dodána britským jednotkám ve Spolkové republice Německo v roce 1983 a přidělena k praporům mechanizované pěchoty. Ve Velké Británii byla tato vozidla později ve výzbroji čtyř mechanizovaných pěších praporů 3. pěší divize, další sloužila ve specializovaných verzích, například jako velitelská vozidla protiletadlových raketových baterií systému Rapier a armáda převzala celkem 664 vozidel tohoto typu. Cena jednoho vozidla v roce 1984 byla přes 100 000 liber za kus.
Po vypuknutí donbaské fáze rusko-ukrajinské války bylo v roce 2015 ukrajinskou armádou zakoupeno 75 transportérů Saxon, z nichž 20 bylo přiděleno výsadkářským jednotkám, 20 nasazeno jako obrněné ambulance a 35 zařazeno jako velitelská a štábní vozidla.

## Varianty
- AT105A - obrněné sanitní vozidlo.
- AT105E - verze vyzbrojená jedním nebo dvěma kulomety.
- AT105MR - verze vyzbrojená 81mm minometem.
- AT105C - velitelské vozidlo.
- Saxon Recovery Vehicle - obrněné vyprošťovací vozidlo.[5]
- Saxon Patrol - vozidlo upravené pro hlídkování a policejní službu v Severním Irsku.[6]

## Uživatelé
- Bahrajn[6]
- Irák
  - Irácké ozbrojené síly[6]
  - Irácká policie[6]
- Malajsie

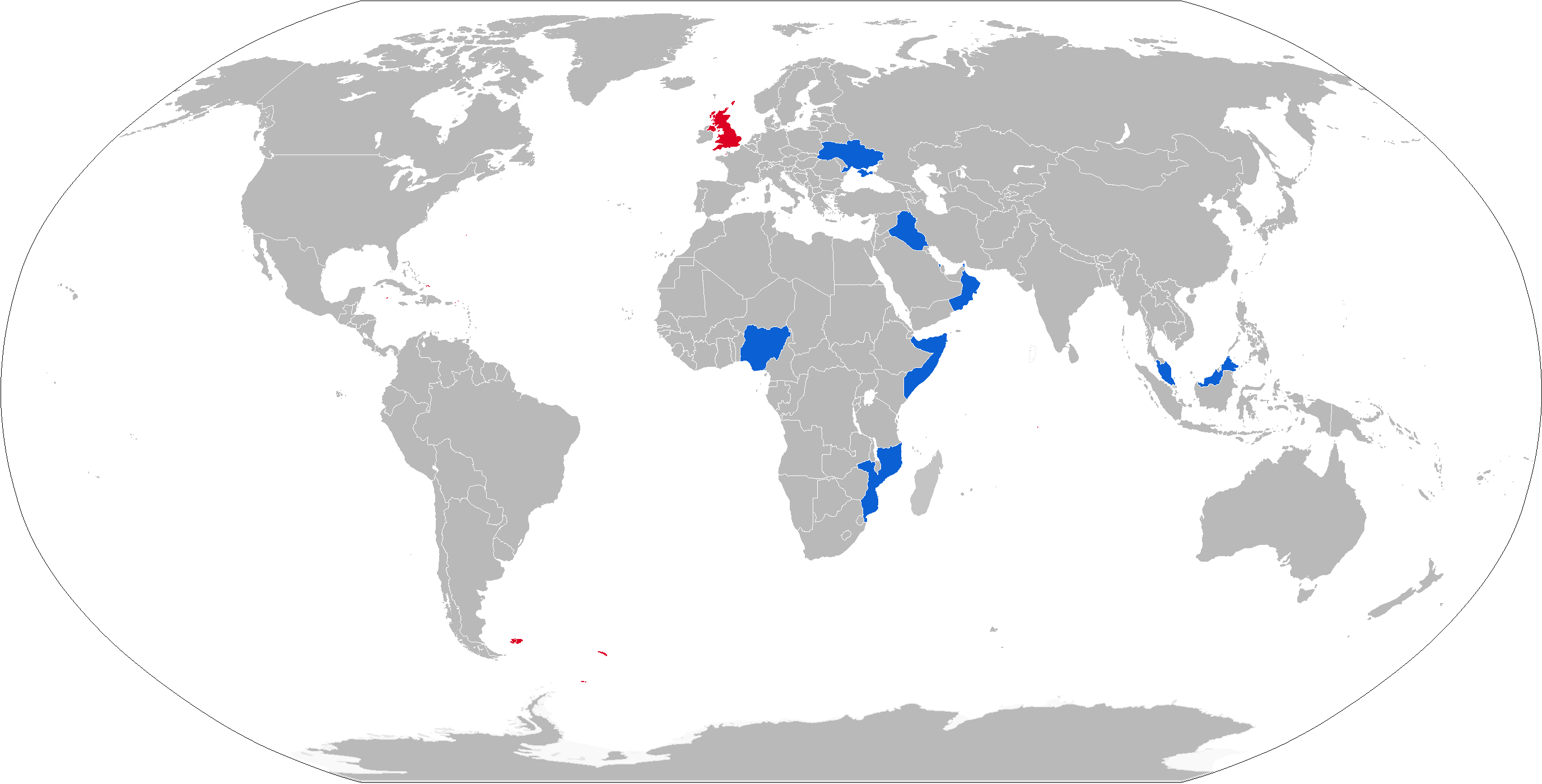
Přehled uživatelů (modře současní, červeně bývalí)

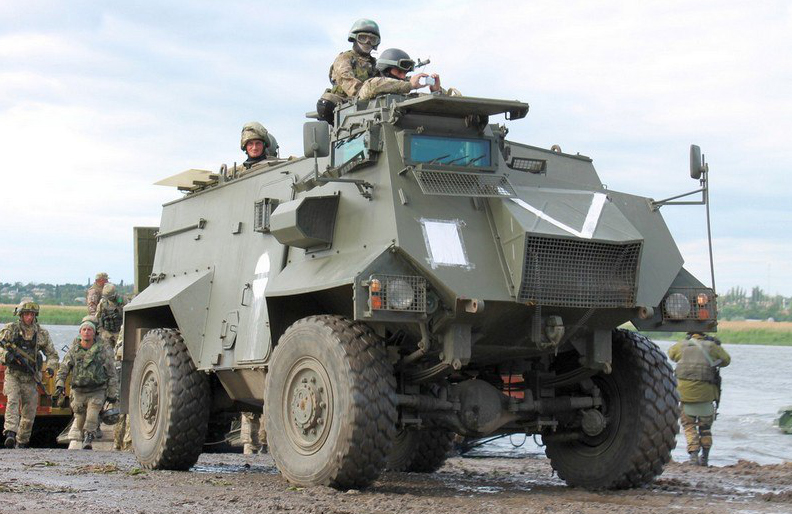
Saxon ve službě v ukrajinské armádě

  - Malajsijská královská policie[6]
- Nigérie
  - Nigerijská policie[6]
- Omán
  - Ománská policie[6]
- Spojené arabské emiráty
  - Policie Spojených arabských emirátů[6]
- Ukrajina
  - Ukrajinské pozemní síly[4]

### Bývalí uživatelé
- Hongkong
  - Hongkongská policie[7]
- Spojené království
  - Britská armáda